# Alcinoo
Alcìnoo (in greco antico Ἀλκίνους, Alkínous, o Ἀλκίνοος, Alkínoos) è un personaggio della mitologia greca, re dei Feaci.

## Genealogia
Figlio di Nausitoo o di Feace, sposò Arete e divenne padre di Nausicaa, di Laodamante e di Alio.

## Mitologia
Famoso è il suo immenso giardino, pieno di frutti che maturano in ogni stagione magicamente.

### Il viaggio di Ulisse
Ulisse giunse naufrago sulle coste dell'isola, Nausicaa lo soccorse e lo invitò alla reggia del padre, il quale, una volta apprese le sue disavventure, gli fornì una nave per riprendere il viaggio.

### Il viaggio degli argonauti
Nel viaggio degli Argonauti il paese di Alcinoo è Drepane (identificato con Corcira). Vi giunsero anche Giasone e Medea dove si sposarono e Alcinoo riservò loro una sincera accoglienza.
Durante il viaggio degli argonauti lo ritroviamo come re di grande saggezza e ospitalità. In seguito Giasone e compagni vennero raggiunti dai soldati del padre di Medea con intenti di vendetta, ma Alcinoo ottenne di porre condizioni affinché la donna si consegnasse a loro, condizione poi non verificata grazie all'amicizia della donna con Arete che riuscì a sapere in anticipo la condizione che il re volle porre.

## Interpretazione e realtà storica
Il luogo dove regnava Alcinoo si chiamava Scheria, che secondo gli studi maggiormente accreditati doveva essere l'antica Corcira, ora chiamata Corfù; tale teoria troverebbe conferma grazie a Tucidide, storico dell'epoca, che collocava i Feaci in quell'isola. Altre ipotesi prevedono invece che l'isola fosse l'odierna Ischia o l'Istria.